# Clairavaux
Clairavaux – miejscowość i gmina we Francji, w regionie Nowa Akwitania, w departamencie Creuse.
Według danych na rok 1990 gminę zamieszkiwało 171 osób, a gęstość zaludnienia wynosiła 6 osób/km² (wśród 747 gmin Limousin Clairavaux plasuje się na 457. miejscu pod względem liczby ludności, natomiast pod względem powierzchni na miejscu 190.).